# Promethes sulcator
Promethes sulcator är en stekelart som först beskrevs av Johann Ludwig Christian Gravenhorst 1829.  Promethes sulcator ingår i släktet Promethes och familjen brokparasitsteklar. Arten är reproducerande i Sverige. Utöver nominatformen finns också underarten P. s. nipponensis.